# هرم نفرفرع

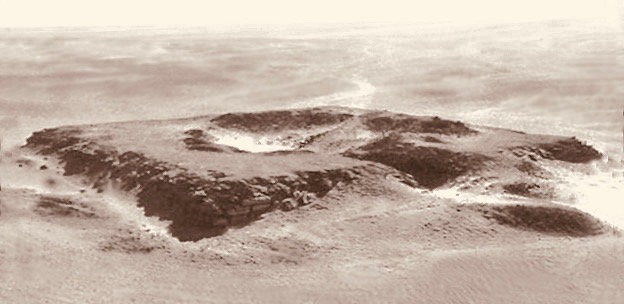
تصویری از هرم ناتمام نفرفرع، دیده شده از هرم نفریرکارع کاکای

هرم نفرفرع سازه‌ای ناتمام و هرم‌شکل است که در گورستان پادشاهی ابو صیر در مصر واقع شده. این هرم برای شاه نفرفرع از دودمان پنجم ساخته شد ولی هیچ گاه به پایان نرسید. به دلیل وضعیت نیمه‌تمام و پوشش سنگ آهکی، این هرم کمتر از دیگر هرم‌های مصر مورد چپاول و دست‌اندازی قرار گرفت و از این رو منبع خوبی برای به دست آوردن اطلاعات درباره مراحل و چگونگی ساخت هرم‌های پلکانی بوده است. نام رسمی این هرم «هرمی که از روان‌های با، آسمانی است؛ قدرت نفرفرع آسمانی است» بوده.

## ساخت
این هرم دارای کناره‌هایی به طول ۶۵ متر است اما زاویه بالا رفتنش نامشخص است. هنگامی که نفرفرع مرد، هرم به یک مصطبه بزرگ تبدیل شد که با زاویه ۷۸° بالا می‌رفت. مجموعه آرامگاه-معبد با سرعت زیادی توسط آجرهای گلین ساخته شدند. بخش شرقی معبد را نیایشگاه‌ها به همراه سازه‌ای می‌پوشاندند که در متن‌های باستانی مصر به نام محل چاقو شناخته می‌شده و ویژه قربانی کردن جانوران بوده.